# Liste der Landschaftsschutzgebiete im Landkreis Ostallgäu
Im Landkreis Ostallgäu gibt es 18 Landschaftsschutzgebiete. (Stand: November 2018)

## Hinweise zu den Angaben in der Tabelle
- Gebietsname: Amtliche Bezeichnung des Schutzgebietes
- Bild/Commons: Bild und Link zu weiteren Bildern aus dem Schutzgebiet
- LSG-ID: Amtliche Nummer des Schutzgebietes
- WDPA-ID: Link zum Eintrag des Schutzgebietes in der World Database on Protected Areas
- Wikidata: Link zum Wikidata-Eintrag des Schutzgebietes
- Ausweisung: Datum der Ausweisung als Schutzgebiet
- Gemeinde(n): Gemeinden, auf denen sich das Schutzgebiet befindet
- Lage: Geografischer Standort
- Fläche: Gesamtfläche des Schutzgebietes in Hektar
- Flächenanteil: Anteilige Flächen des Schutzgebietes in Landkreisen/Gemeinden, Angabe in % der Gesamtfläche
- Bemerkung: Besonderheiten und Anmerkungen

Bis auf die Spalte Lage sind alle Spalten sortierbar.
| Gebietsname | Bild/Commons   | LSG-ID       | WDPA-ID | Wikidata  | Ausweisung | Gemeinde(n) | Lage     | Fläche ha | Flächenanteil                                               | Bemerkung                                                              |
| --- | -------------- | ------------ | ------- | --------- | ---------- | ----------- | -------- | --------- | ----------------------------------------------------------- | ---------------------------------------------------------------------- |
| Attlesee - Kögelweiher | weitere Bilder | LSG-00160.01 | 395630  | Q59608304 | 1968       |             | Position | 437,91    | Landkreis Ostallgäu (100 %)                                 |                                                                        |
| Auerberg | weitere Bilder | LSG-00318.01 | 395805  | Q59608621 | 1980       |             | Position | 330,6     | Landkreis Ostallgäu (100 %)                                 |                                                                        |
| Bachtel- und Bärensee | weitere Bilder | LSG-00413.01 | 395921  | Q59608312 | 1988       |             | Position | 299,75    | Kaufbeuren (46,2 %), Landkreis Ostallgäu (53,7 %)           | Stauseen Bachtelsee und Bärensee an der Wertach südlich von Kaufbeuren |
| Berger Moos | weitere Bilder | LSG-00395.01 | 395903  | Q59608311 | 1986       |             | Position | 48,3      | Landkreis Ostallgäu (100 %)                                 |                                                                        |
| Bezirksverordnung über den Schutz des Grüntensees in den Landkreisen Oberallgäu und Ostallgäu                                                | weitere Bilder | LSG-00127.01 | 395601  | Q59608301 | 1966       |             | Position | 764,73    | Landkreis Ostallgäu (35,2 %), Landkreis Oberallgäu (64,8 %) | Stausee Grüntensee an der Wertach                                      |
| Faulensee | weitere Bilder | LSG-00186.01 | 395656  | Q59608305 | 1970       |             | Position | 20,94     | Landkreis Ostallgäu (100 %)                                 |                                                                        |
| Forggensee und benachbarte Seen | weitere Bilder | LSG-00446.01 | 395954  | Q59608315 | 1990       |             | Position | 5806,4    | Landkreis Ostallgäu (100 %)                                 | Stausee Forggensee am Lech                                             |
| Gebiet um den Elbsee, Gde. Aitrang | weitere Bilder | LSG-00067.01 | 395492  | Q59608295 | 1955       |             | Position | 1609,04   | Landkreis Ostallgäu (100 %)                                 | Elbsee                                                                 |
| Landschaftsschutz am Schwaltenweiher | weitere Bilder | LSG-00108.01 | 395536  | Q59608299 | 1962       |             | Position | 91,4      | Landkreis Ostallgäu (100 %)                                 | Schwaltenweiher                                                        |
| Schutz der Ruinen Hohenfreyberg - Eisenberg im Landkreis Füssen                                                                              | weitere Bilder | LSG-00107.01 | 395535  | Q59608298 | 1962       |             | Position | 191,31    | Landkreis Ostallgäu (100 %)                                 | Burgruinen Hohenfreyberg und Eisenberg und Umgebung                    |
| Schutz des nördlich Hochgreut in den Gemarkungen Wildpoldsried, Betzigau und Kraftisried gelegenen Bruckmooses                               |                | LSG-00080.01 | 395502  | Q59608297 | 1956       |             | Position | 131,05    | Landkreis Ostallgäu (10,7 %), Landkreis Oberallgäu (89,2 %) |                                                                        |
| Schutz von Landschaftsteilen der Kurfürstenallee in Marktoberdorf                                                                            | weitere Bilder | LSG-00030.01 | 395469  | Q59608355 | 1954       |             | Position | 48,9      | Landkreis Ostallgäu (100 %)                                 |                                                                        |
| Schutz von Landschaftsteilen im Bereich der Stadt Füssen und der Gemeinden Weissensee, Eisenberg und Pfronten im Landkreis Füssen            | weitere Bilder | LSG-00115.01 | 395543  | Q59608300 | 1963       |             | Position | 1469,5    | Landkreis Ostallgäu (100 %)                                 |                                                                        |
| Schutz von Landschaftsteilen im Bereich des Faulenbacher Tales, des Lechtales, des Schwanseetales und des Alpseegebietes im Landkreis Füssen | weitere Bilder | LSG-00078.01 | 395500  | Q59608296 | 1956       |             | Position | 1320,12   | Landkreis Ostallgäu (100 %)                                 |                                                                        |
| Seeger See | weitere Bilder | LSG-00142.01 | 395615  | Q59608303 | 1967       |             | Position | 152,54    | Landkreis Ostallgäu (100 %)                                 |                                                                        |
| Sulzschneider Moore |                | LSG-00319.01 | 395806  | Q59608308 | 1980       |             | Position | 778,83    | Landkreis Ostallgäu (100 %)                                 |                                                                        |
| Troll- und Luimoosweiher | weitere Bilder | LSG-00320.01 | 395807  | Q59608309 | 1980       |             | Position | 112,32    | Landkreis Ostallgäu (100 %)                                 | Trollweiher                                                            |
| Wertachschlucht | weitere Bilder | LSG-00472.01 | 395980  | Q59608316 | 1993       |             | Position | 954,54    | Landkreis Ostallgäu (85,1 %), Landkreis Oberallgäu (14,9 %) |                                                                        |